# Kopiec Węża
Kopiec Węża (ang. Serpent Mound) – wał ziemny znajdujący się na płaskowyżu w rejonie Bush Creek niedaleko Peebles w hrabstwie Adams w amerykańskim stanie Ohio. W 1964 roku wpisany na listę National Historic Landmark. Kształtem przedstawia wijącego się węża ze spiralnie skręconym ogonem, połykającego jajo. Jego pochodzenie i przeznaczenie jest przedmiotem sporów.
Konstrukcja znajduje się wewnątrz krateru powstałego wskutek uderzenia meteorytu. Została wykonana z głazów przykrytych ziemią. Ma 400 m długości, 6 m szerokości i 1,5 m wysokości. Jej przeznaczenie nie jest znane, brak pochówków i jakichkolwiek konstrukcji wyklucza jednak funkcję nekropolii bądź sanktuarium.
Stanowisko zostało opisane po raz pierwszy w 1848 roku przez Ephraima Squiera i Edwina Davisa. W latach 1887–1889 Frederic Ward Putnam z Peabody Museum przeprowadził prace wykopaliskowe, nie znajdując jednak żadnych artefaktów. Pochodzenie wału wiązano początkowo z kulturą Adena, istniejącą w dolinie rzeki Ohio w ostatnich stuleciach przed naszą erą. W trakcie przeprowadzonych w 1991 roku prac archeologicznych na stanowisku wydobyto kawałki węgla drzewnego datowane metodą radiowęglową na okres między 1025 a 1215 rokiem, co stało się podstawą do przesunięcia daty jego powstania o kilka stuleci w przód i uznania za wytwór kultury Fort Ancient. Znaczenie konstrukcji nie jest jasne, zdaniem badaczy może być ona świadectwem wyobrażeń religijnych północnoamerykańskich Indian lub mieć związek z obserwacjami astronomicznymi. Głowa węża zorientowana jest w kierunku położenia Słońca podczas przesilenia letniego, więc zdaniem niektórych całość byłaby rodzajem kalendarza. Zgodnie z inną hipotezą budowa wału związana była z pojawieniem się komety Halleya w 1066 roku. Kształt konstrukcji miałby odwzorowywać trasę przelotu obiektu na nocnym niebie.
Niejasności co do pochodzenia konstrukcji sprawiły, iż stała się ona obiektem licznych spekulacji pseudonaukowych. Dopatrywano się w niej „miejsca mocy” lub uważano za przedstawienie węża kuszącego Ewę w raju, zaś jej wzniesienie przypisywano m.in. Zaginionym Plemionom Izraela, Aztekom i wikingom.